# Vladimir Krasnopolskij
Vladimir Krasnopolskij (russisk: Влади́мир Арка́дьевич Краснопо́льский) (født 14. juni 1933 i Jekaterinburg i Sovjetunionen, død 23. september 2022) var en sovjetisk filminstruktør og manuskriptforfatter.

## Filmografi
- Samyj medlennyj poezd (Самый медленный поезд, 1963)[2][3]
- Stjuardessa (Стюардесса, 1967)
- Nepodsuden (Неподсуден, 1969)